# Palliduphantes trnovensis
Palliduphantes trnovensis är en spindelart som först beskrevs av Pencho Drensky 1931.  Palliduphantes trnovensis ingår i släktet Palliduphantes och familjen täckvävarspindlar. Inga underarter finns listade i Catalogue of Life.